# می رنرونگ
می رنرونگ (انگلیسی: Mi Renrong؛ زادهٔ ۷ سپتامبر ۱۹۷۷) بازیکن سافت‌بال زن اهل چین بود. در بازی‌های المپیک تابستانی ۲۰۰۴ شرکت کرده‌است.